# Demonax rollei
Demonax rollei là một loài bọ cánh cứng trong họ Cerambycidae.